# Marco 14

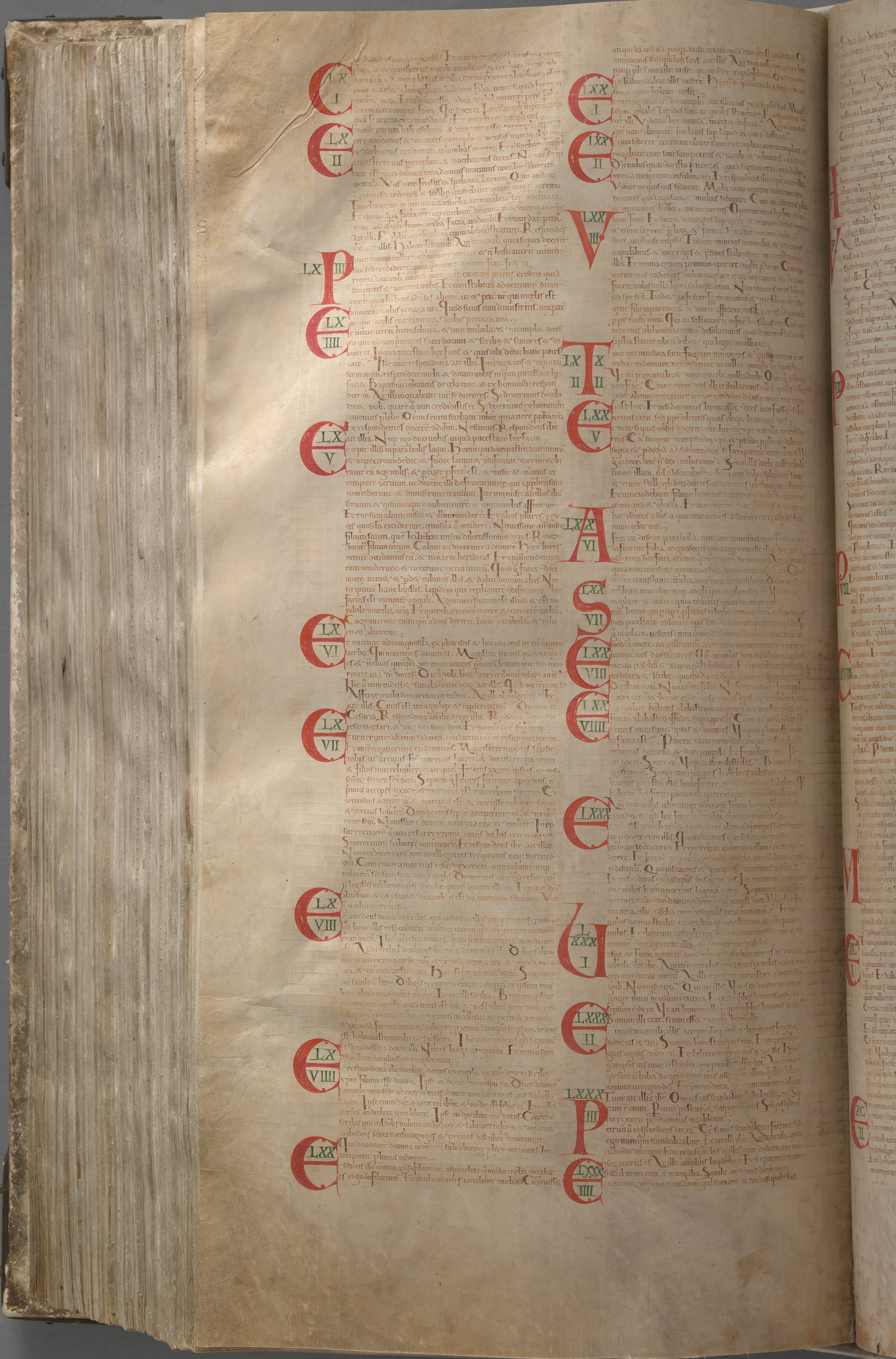
Marco 11,10–14,32 nel Codex Gigas (XIII secolo)

Marco 14 è il quattordicesimo capitolo del Vangelo secondo Marco; con 72 versetti, è il capitolo più lungo del vangelo.
Si compone dei seguenti episodi:
- 14,1-2[1]: le autorità ebraiche congiurano per arrestare Gesù;
- 14,3-9[2]: a Betania una donna unge Gesù;
- 14,10-11[3]: Giuda Iscariota si accorda con le autorità ebraiche per tradire Gesù;
- 14,12-26[4]: ultima cena, Gesù e i suoi discepoli celebrano la Pasqua e Gesù predice il proprio tradimento;
- 14,27-31[5]: sul Monte degli Ulivi, Gesù predice che Pietro lo rinnegherà;
- 14,32-42[6]: Gesù si reca a pregare nel Getsemani;
- 14,43-52[7]: Giuda fa arrestare Gesù;
- 14,53-65[8]: Gesù è processato e condannato dal Sinedrio;
- 14,66-72[9]: Pietro rinnega Gesù.

## Testo

### Testimonianze scritte
Tra le principali testimonianze documentali di questo capitolo vi sono:
- Codex Vaticanus (325-350)
- Codex Sinaiticus (330-360)
- Codex Bezae (~400)
- Codex Alexandrinus (400-440)
- Codex Ephraemi Rescriptus (~450)

## Il complotto per uccidere Gesù e l'unzione di Betania
Marco riporta che allo svolgimento dei fatti, la festa ebraica del Pesach era a due giorni, anche se il pietista luterano Johann Albrecht Bengel ha fatto notare nel suo "Gnomon of the New Testament" che μετὰ δυὸ ἡμέρας (meta duo hēmeras) al versetto 1 significa letteralmente "il giorno successivo". Se il Pesach era di venerdì (Venerdì Santo) questo fatto è avvenuto quindi il giovedì, il giorno celebrato dalla cristianità come Giovedì santo. Marco riporta che i capi dei sacerdoti stavano cercando un pretesto "con artificio", o "con l'inganno" per arrestare Gesù. Essi sono determinati a non farlo durante la festa perché pensano che le persone attorno a lui potrebbero rivoltarsi. Alcune traduzioni enfatizzano la proposta del sotterfugio nell'approccio dei sacerdoti, mentre altre enfatizzano piuttosto la segretezza per evitare che la popolazione venisse a conoscenza del suo arresto.
Nel frattempo, Gesù era a Betania nella casa di Simone il Lebbroso, di cui per la prima volta si fa menzione nel vangelo. Le relazioni di Simone con Gesù non vengono spiegate, ma i due dovevano essere amici già da prima in quanto la visita appare cordiale. Secondo la narrativa marciana, Gesù viene arrestato la sera successiva.
Una donna sconosciuta, che ha tra le mani un vasetto di olio profumato, realizzato con "puro", "costoso" o "genuino" (πιστικῆς, pistikēs) olio di nardo si appressa a Gesù e versa il contenuto del vaso di alabastro sul capo di Gesù. Alcune persone presenti si arrabbiano con lei in quanto quel profumo avrebbe potuto essere venduto almeno per 300 denari che si sarebbero potuti poi donare ai poveri. Gesù, ad ogni modo, ha gradito il gesto e risponde alle critiche:
Lasciatela stare; perché le date fastidio? Ella ha compiuto verso di me un'opera buona; i poveri infatti li avete sempre con voi e potete beneficarli quando volete, me invece non mi avete sempre. Essa ha fatto ciò ch'era in suo potere, ungendo in anticipo il mio corpo per la sepoltura. In verità vi dico che dovunque, in tutto il mondo, sarà annunziato il vangelo, si racconterà pure in suo ricordo ciò che ella ha fatto. (Marco 14,6-9)
Questa fase anticipa chiaramente quanto si vedrà in Marco 16,8 quando le Marie si porteranno ad ungere il corpo moto di Gesù e troveranno la tomba vuota. Non vi era infatti stato il tempo materiale di ungerlo una volta deposto dalla croce a causa delle festività (Marco 16,1).
Alcuni hanno obiettato alla frase "i poveri li avete sempre con voi", per quanto Gesù indichi che essi possono essere aiutati ogni volta che si vorrà. Gesù prevede la sua morte e questa è l'ultima unzione, la più costosa, che egli riceve. Marco nel primo capitolo del suo vangelo aveva dichiarato che esso avrebbe trattato "della buona novella di Gesù, l'unto", da cui viene derivata la parola Cristo. La donna comprende l'importanza di Gesù più di tutte le altre persone e per questo compie quel gesto. Esso è anche un segnale che Marco manda al lettore del suo testo rimandando al fatto che Gesù venga unto per la sepoltura successiva. (Brown 145)
Giuda lascia quindi il gruppo e si porta dai sacerdoti. Questi gli sono particolarmente grati per la delazione che egli fa del suo maestro e, secondo il vangelo di Matteo, egli riceve in pagamento trenta denari d'argento. Marco non parla di pagamenti, ma piuttosto fa riferimento al fatto che Giuda aspettasse il momento giusto per tradire Gesù.
Secondo il vangelo di Giovanni fu proprio Giuda ad obiettare alla donna di aver sprecato così un prezioso profumo da rivendere, lasciando già intuire la propria condotta in malafede. Marco non spiega le ragioni per cui Giuda abbia avuto l'idea di tradire Gesù, ma che questo fatto avviene immediatamente dopo l'unzione. Luca da una sua spiegazione dicendo che Satana si era impossessato di Giuda e lo aveva spinto a fare ciò.

## L'Ultima Cena

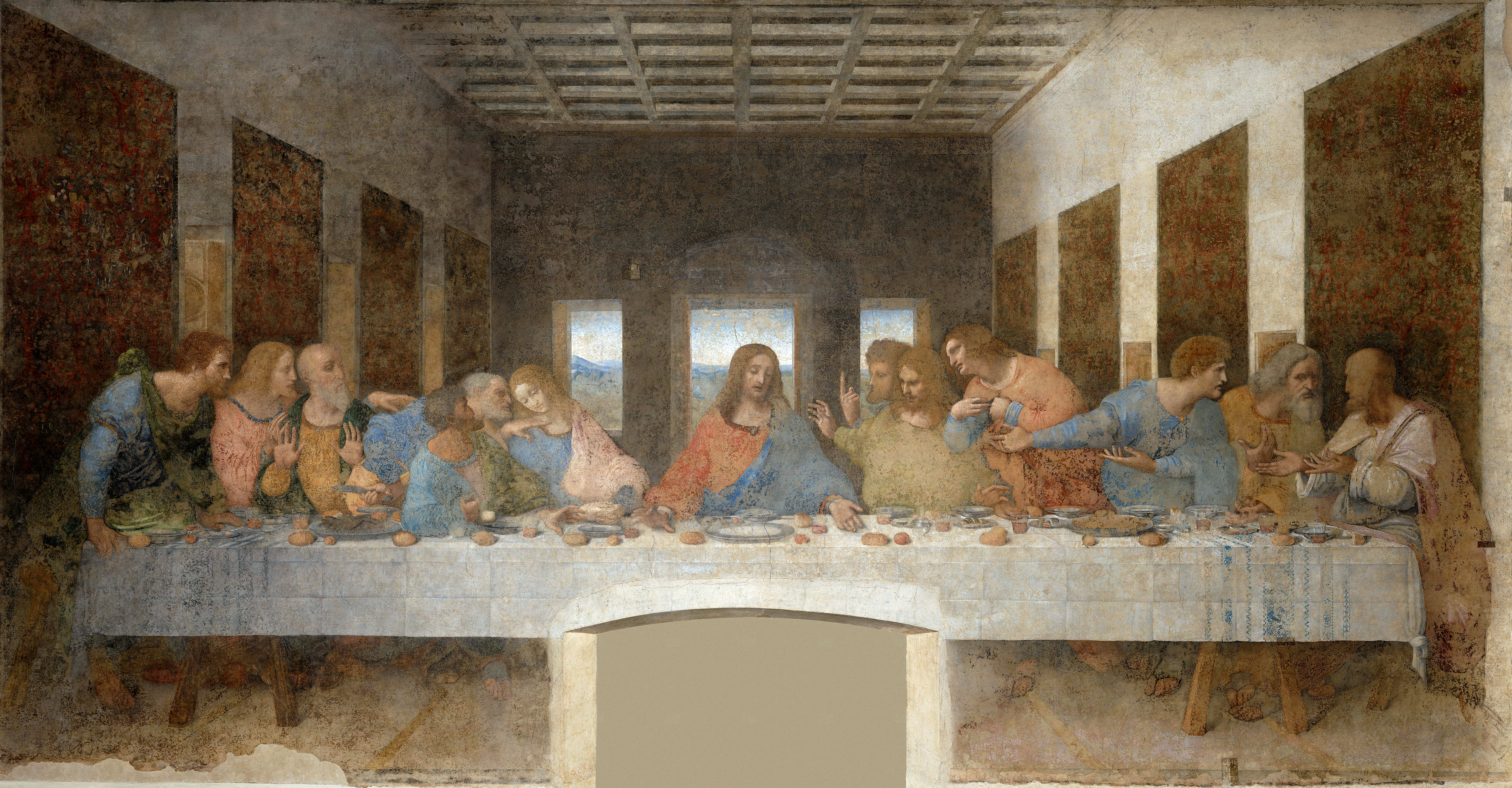
L'Ultima Cena di Leonardo da Vinci

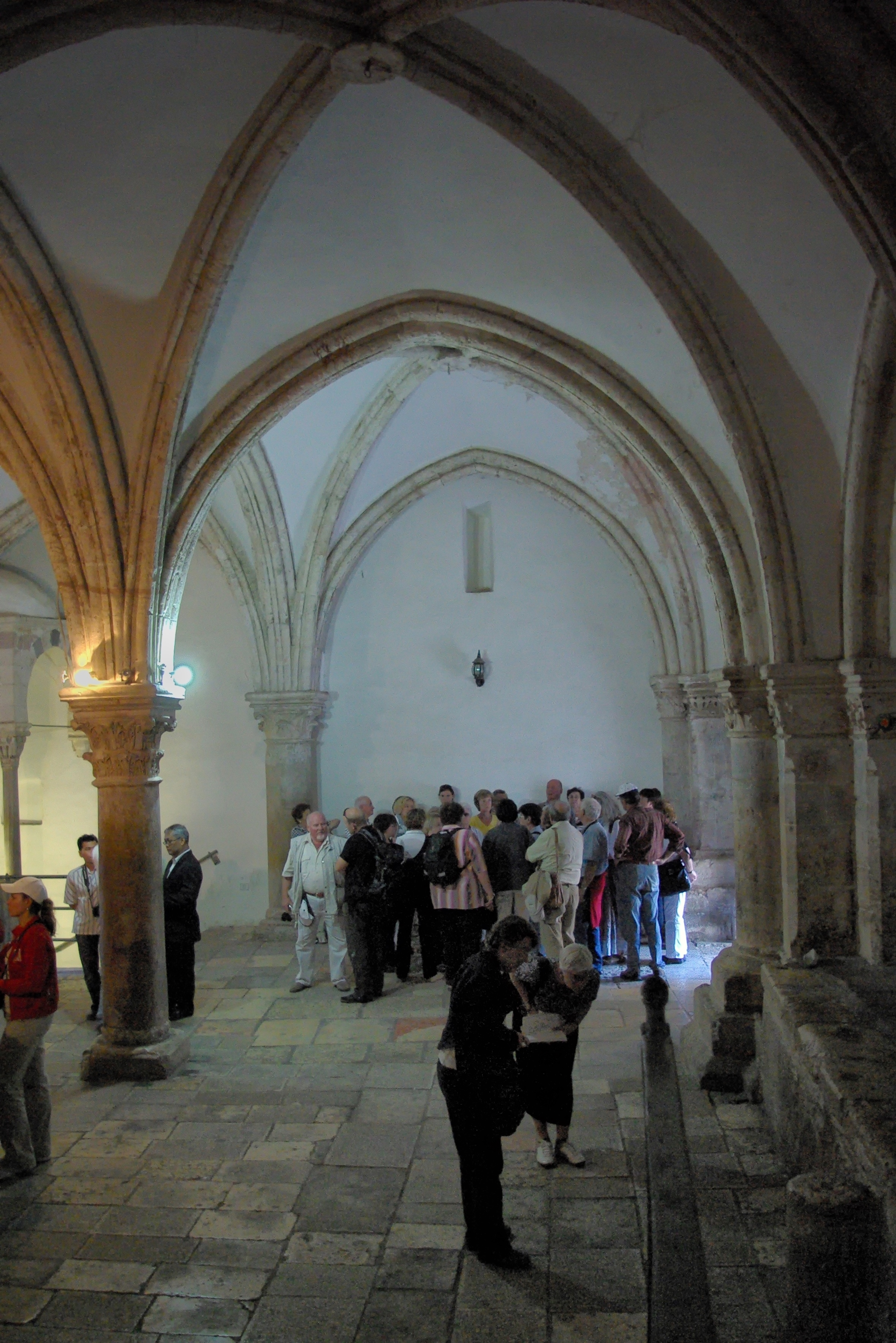
Il cenacolo sul monte Sion, che si ritiene il luogo dell'Ultima Cena e della Pentecoste. Bargil Pixner ha ritenuto che l'originale Chiesa degli Apostoli si trovasse sotto l'attuale struttura.

Il giorno successivo (Giovedì santo), i discepoli di Gesù gli chiedono dove intende passare la Pasqua ebraica insieme a loro, a cena. La festività, che si rifaceva all'Esodo degli israeliti dall'Egitto (Esodo 12,29).
Marco sottolinea come il primo giorno delle festività gli ebrei fossero soliti sacrificare un agnello, il quale doveva essere ucciso il quattordicesimo giorno del mese ebraico di Nisan. La coincidenza di quel giorno con il Giovedì Santo fa di Gesù l'agnello pasquale pronto al sacrificio. Se si considera ad ogni modo che la nostra concezione di giorno parte dalla mezzanotte mentre nella mentalità ebraica il giorno terminava al calar del sole, la cena della Pasqua ebraica di Gesù si sarebbe svolta il giorno successivo al sacrificio pasquale degli ebrei. Se Marco abbia tenuto conto o meno delle tradizioni ebraiche nel suo racconto non è dato a sapere.
Egli riporta che due dei discepoli di Gesù si portarono "in città": anche se Marco non indica il nome della città essa è chiaramente identificata con Gerusalemme, a poca distanza da Betania, dal momento che dopo la cena il gruppo si sposterà sul monte degli Ulivi. Secondo la tradizione l'Ultima Cena ebbe luogo nel Cenacolo sul monte Sion appena fuori Gerusalemme. Quest'area era abitata da una grande comunità di esseni, il che ha portato alcuni studiosi a speculare dei collegamenti tra Gesù e questo gruppo.
Gesù dice ai discepoli che incontreranno "un uomo che porta una giara d'acqua" (Marco 14,13) e che questo li porterà alla casa di un altro uomo. Essi dovranno dire al proprietario della casa che "il maestro" verrà a passare la Pasqua a casa sua. Essi fecero come Gesù aveva detto e tutto si svolse secondo quanto predetto. Questo episodio mostra chiaramente la padronanza della situazione da parte di Gesù e anche il proprietario della casa sembra riconoscere in Gesù il "maestro", pur non venendo indicato come suo discepolo.
Gesù e i dodici apostoli giungono nel luogo convenuto ormai a sera. Dal momento che il giorno ebraico inizia al calar del sole, è questo ormai il giorno della Pasqua ebraica, ovvero è già da considerarsi come il Venerdì Santo. Gesù, durante la cena, confessa ai suoi discepoli che uno di loro lo tradirà. Gli apostoli sono rattristati da questa notizia ed iniziano a chiedergli chi sia il traditore. Gesù risponde: "Uno dei Dodici, colui che intinge con me nel piatto. Il Figlio dell'uomo se ne va, come sta scritto di lui, ma guai a quell'uomo dal quale il Figlio dell'uomo è tradito! Bene per quell'uomo se non fosse mai nato!'" (Marco 14,20-21) Nel vangelo di Marco, Gesù non dice chi sia il traditore, mentre negli altri vangeli il riferimento diretto a Giuda è più evidente.
Gesù aveva già predetto il suo tradimento in Marco 9,31 ed in 10,33. Dicendo ciò, Gesù riporta quindi come il tradimento di Giuda appaia preordinato, ma che egli ad ogni modo sarà punito per la sua colpa. Questo passo ha sollevato critiche sul determinismo e sulla giustizia di Dio. Se Giuda non aveva scelte sul da farsi, perché avrebbe dovuto essere punito? Cosa sia poi questa punizione non viene indicata, e in nessun vangelo si riporta poi la presenza di Giuda all'inferno. Sia Giovanni che Luca sostengono la tesi della possessione demoniaca di Giuda. Nel Vangelo di Giuda, si fa riferimento al tradimento di Giuda e al pagamento dei trenta denari, ma si precisa anche come questo fatto facesse parte del progetto di Dio.
Successivamente Gesù prende il pane, lo spezza e lo dà ai suoi discepoli perché se lo dividano. Egli dice loro: "Prendete; questo è il mio corpo." (Marco 14,22) Fa la medesima cosa con una coppa di vino che viene passata tra tutti. "'Questo è il mio sangue, il sangue dell'alleanza versato per molti. In verità vi dico che io non berrò più del frutto della vite fino al giorno in cui lo berrò nuovo nel regno di Dio.'" (Marco 14,24-25)
Questo passo si ricollega a Isaia, 53,12 nella sua descrizione del servo sofferente. L'alleanza originaria era quella del sangue del sacrificio offerto da Mosè a Dio per sigillare l'alleanza stabilita tra Dio e gli uomini dopo aver ricevuto le tavole dei Dieci Comandamenti come descritto nel libro dell'Esodo 24,8. Il sangue era simbolo di vita nella cultura ebraica. (Kilgallen 267) Gesù non dice che il pane e il vino sono "come" lui ma che "sono" il suo corpo e il suo sangue e quindi è Gesù stesso a chiedere ai suoi discepoli di prendere parte al sacrificio della sua morte. (Brown et al. 626) (vedi Transustanziazione) Marco utilizza il termine hyper pollōn (per molti), basandosi sulla lingua ebraica nel libro di Isaia 53,12 dove "molti" significa tutto il popolo, non quindi solo per i discepoli (Brown et al. 626). Prendendo il corpo di Gesù come cibo, viene mostrato come egli sia forza e sostegno dei suoi credenti. (Kilgallen 266) Il gruppo canta quindi un inno, "con tutta probabilità la parte finale dell'Hallel", e lascia il gruppo per portarsi sul monte degli Ulivi. Il canto degli inni nella Pasqua ebraica era un modo per ringraziare Dio. (Kilgallen 268)
Durante la cena della Pasqua ebraica il vino era normalmente consumato col pane azzimo, ma probabilmente il riferimento è qui alla terza coppa di vino della serata, nota come "Coppa delle benedizioni", che il capofamiglia passava a ciascun convenuto ala cena.
Sul monte degli Ulivi, Gesù predice che gli apostoli lo abbandoneranno: "'Tutti rimarrete scandalizzati, poiché sta scritto: percuoterò il pastore e le pecore saranno disperse. Ma, dopo la mia risurrezione, vi precederò in Galilea.'" (Marco 14, 27-28) Questo è quello che dirà l'uomo vestito di bianco che apparirà alle due Marie quando troveranno la tomba vuota dopo la risurrezione (Marco 16,7). Gesù cita in questo passo Zaccaria 13,7.
Pietro, "ardente e impulsivo come sempre", è il primo a dire che lui non tradirà mai Gesù, anche se gli altri lo faranno. Gesù gli dice che in quella stessa notte Pietro lo rinnegherà tre volte prima del canto del gallo. Pietro risponde negativamente e dice che seguirà Gesù sino alla morte, come gli altri apostoli.

## Preghiera al Getsemani

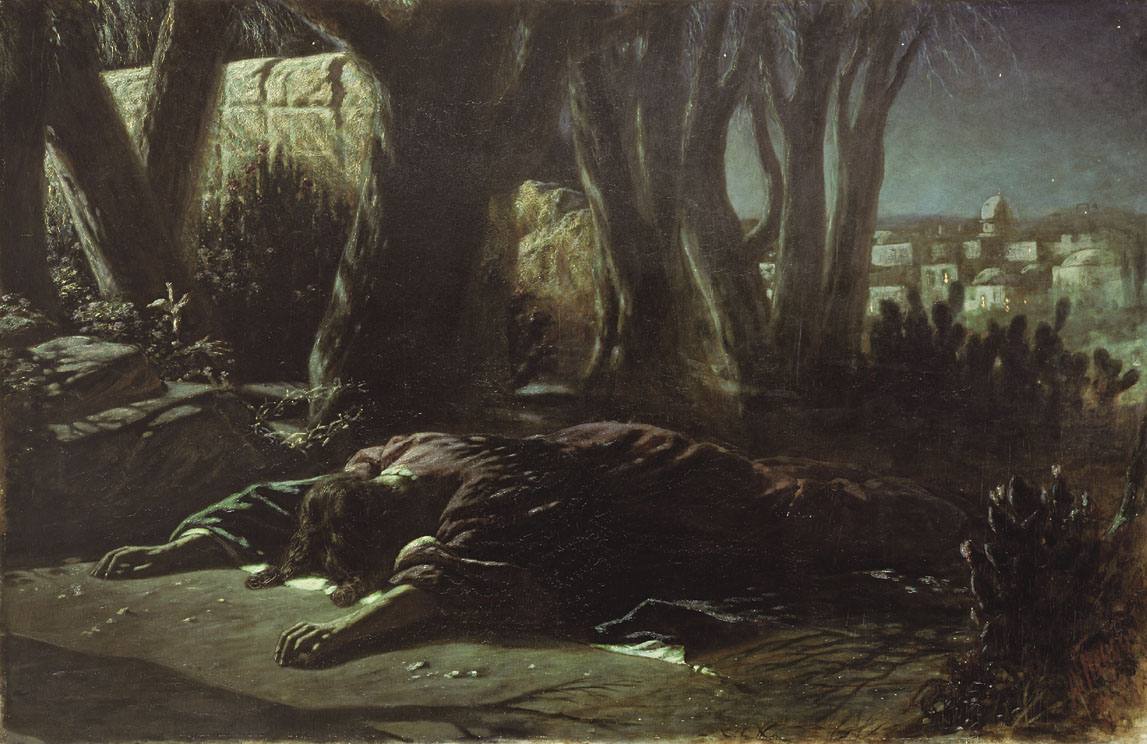
La preghiera nel Getsemani di Wassilij Grigorjewitsch Perow

Il gruppo si sposta al podere detto Getsemani, e Gesù dice al gruppo di sedersi mentre egli va a pregare (orazione nell'orto degli ulivi). Gesù prende con sé Pietro, Giovanni e Giacomo e inizia a provare angoscia, poi dice loro che la sua anima è oppressa da una tristezza mortale e li invita a restare là e vegliare con lui. Poi Gesù si allontana da loro, si getta a terra e prega: «Abbà, Padre! Ogni cosa ti è possibile; allontana da me questo calice! Però, non quello che io voglio, ma quello che tu vuoi» (Mc 14:36).
Gesù torna dai discepoli e li trova addormentati, e si rivolge a Pietro, rimproverandolo di non esser stato in grado di vegliare una sola ora, e invita gli apostoli a pregare per non entrare in tentazione, in quanto «lo spirito è pronto, ma la carne è debole» (Mc 14:37-38).
Gesù si allontana di nuovo, prega nuovamente pronunciando le stesse parole, poi torna, e trova ancora i discepoli addormentati, «perché i loro occhi erano appesantiti» (Mc 14:39-40).
Gesù prega una terza volta, e per la terza volta torna dai discepoli, ma questa volta li invita a dormire e riposare, poi li avverte che è venuta l'ora, che il Figlio dell'uomo è consegnato nelle mani dei peccatori e che colui che lo tradisce è vicino (Mc 14:41-42).

## Arresto di Gesù

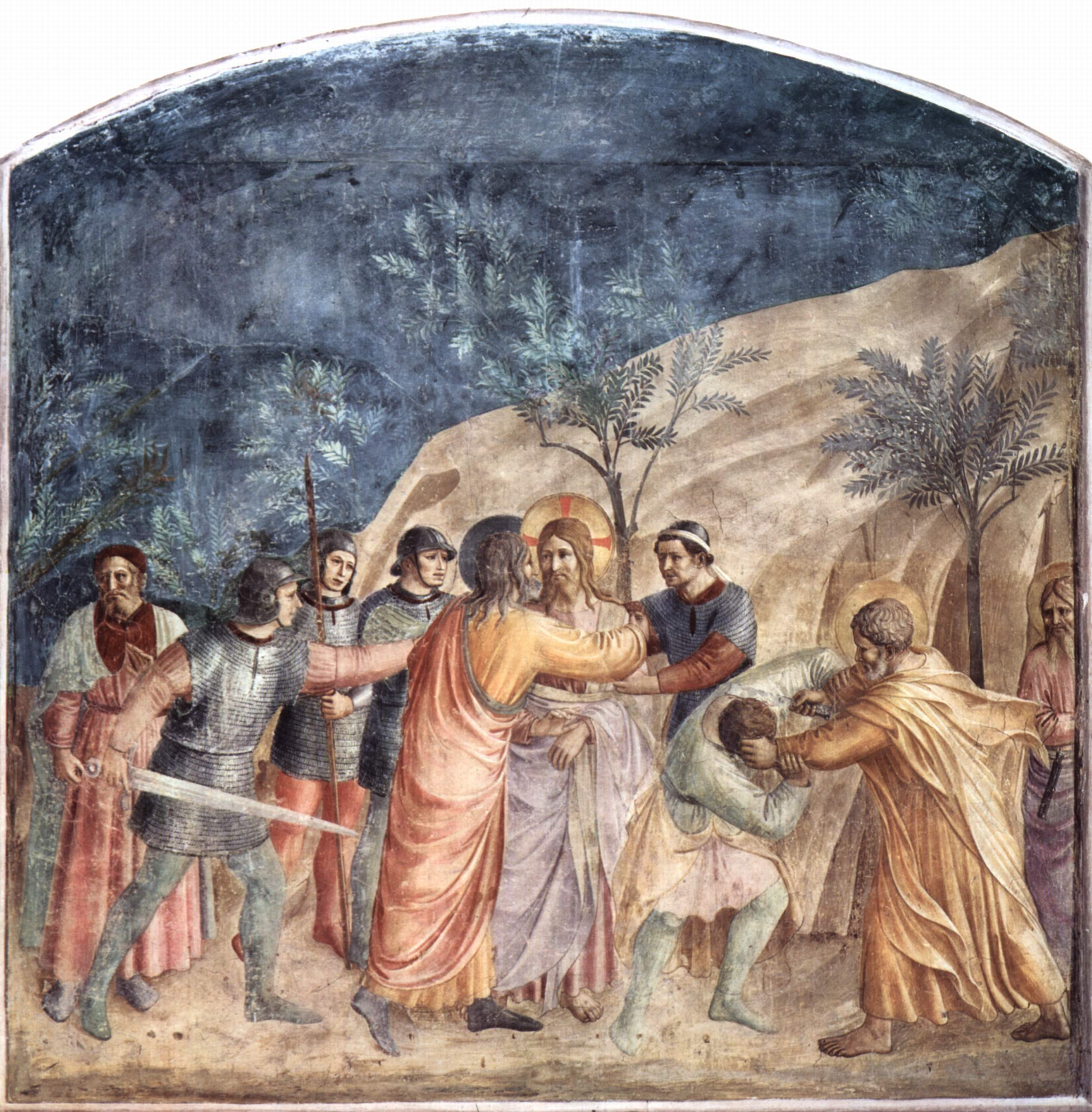
L'arresto di Gesù con Giuda e Pietro che taglia l'orecchio al servo di Malco, dipinto del Beato Angelico

Giuda giunge con una folla di sacerdoti, scribi, farisei e anziani. Da chi sia composta esattamente questa folla, Marco non lo riporta ma in essa si trovano sicuramente le guardie del sinedrio (Kilgallen 271). Giuda si porta verso Gesù e lo bacia, fatto che Marco indica come un segnale preaccordato tra Giuda e gli altri del suo gruppo. Il bacio era un segno di saluto tradizionale al maestro (Brown et al. 626).

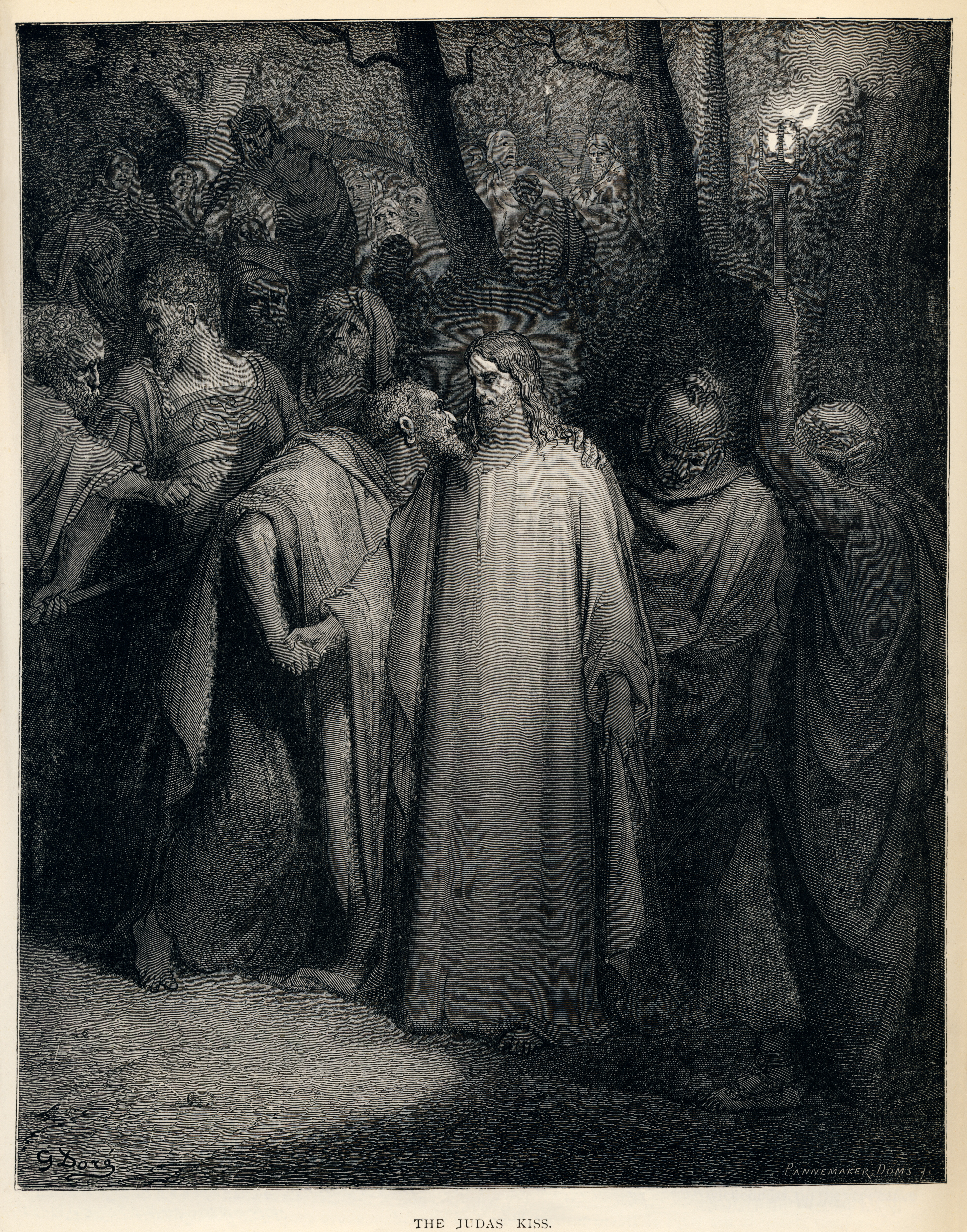
"Il bacio di Giuda" (1866) di Gustave Doré.

L'uomo raggiunge Gesù e una persona del gruppo prende una spada e taglia un orecchio ad uno degli uomini del sommo sacerdote come risposta a quella violenza. Giovanni è l'unico evangelista che riporta il nome di Pietro come autore del gesto avventato e di Malaco come il servitore del sommo sacerdote Caifa. Secondo Luca, Gesù guarì subito l'uomo. Marco è l'unico dei vangeli dove Gesù non cerca di fermare i suoi discepoli durante il suo arresto.
"Come contro un brigante, con spade e bastoni siete venuti a prendermi. Ogni giorno ero in mezzo a voi a insegnare nel tempio, e non mi avete arrestato. Si adempiano dunque le Scritture!." Tutti allora, abbandonandolo, fuggirono. (Marco 14, 48-50)
Malgrado il fatto che i discepoli avessero giurato di non abbandonare mai Gesù, tutti lo abbandonano da subito. Marco (unico tra gli altri evangelisti) narra anche della presenza di un giovane che corre via (τις συνηκολουθει αυτω, tis synēkolouthei autō) da Gesù, il quale "non indossava che una tunica di lino", e che venne anch'egli fermato ma che abbandonato il lenzuolo che indossava se ne andò via nudo. Il teologo Albert Barnes ha sottolineato come questi non fosse un discepolo, ma "piuttosto il proprietario del giardino". Alcuni scrittori, come ad esempio il vescovo N. T. Wright, parlano di questo passo come ad un riferimento di Marco a sé stesso. Altri pensano che sia un riferimento al'uomo menzionato nel disputato vangelo segreto di Marco o all'uomo vestito di bianco trovato dalle donne presso la tomba di Gesù dopo la risurrezione. Egli avrebbe potuto rappresentare anche una metafora dei discepoli, che si trovavano ora nudi, spogli nell'animo dopo aver abbandonato Gesù. Il teologo tedesco Paul Schanz ha suggerito che Marco avesse voluto includere questo fatto come il "desiderio di esibire una concreta situazione di pericolo e la ferocia dei nemici di Gesù".
Giuda non viene più menzionato nel Vangelo secondo Marco.

## Il processo presso il Sinedrio
Gesù viene portato al Sinedrio, il sommo tribunale del clero ebraico. Marco dice che esso si era riunito presso la casa del sommo sacerdote dove si trovavano otto sacerdoti e molti anziani, scribi e farisei del popolo ebraico (Kilgallen 255). Pietro segue a distanza il gruppo e si inserisce nel cortile della casa, rimanendo attorno al fuoco con le guardie.
Secondo il vangelo di Marco, questo processo di notte si svolge segretamente, una rarità per l'epoca, e per di più il sommo sacerdote doveva avere una casa molto grande per ospitare tutta la folla al seguito dell'arresto di Gesù. Daniel J. Harrington ha sottolineato come questo atto fosse piuttosto un interrogatorio preliminare anziché un vero e proprio processo, come pure che Marco stesse cercando di incrementare l'idea del coinvolgimento degli ebrei nella morte di Gesù, diminuendo quindi la responsabilità dei Romani. (Brown et al. 627) Matteo per conto dice che si tratta di un vero e proprio processo nel suo vangelo, mentre Luca riporta che Gesù fu frustato presso la casa del gran sacerdote e che il processo iniziò la mattina seguente.
I sinedrini cercando di trovare una colpevolezza sull'operato di Gesù ma non vi riescono se non dietro falsa testimonianza, inclusa l'asserzione secondo la quale Gesù avrebbe distrutto e ricostruito il tempio in tre giorni. Marco riporta comunque che i testimoni non erano concordi l'uno con l'altro. Secondo la legge ebraica presente nel Deuteronomio, infatti, erano richiesti più testimoni concordi per accertare un crimine (Deut. 19,15).
Il sommo sacerdote, non nominato da Marco ma certamente Caifa, chiese a Gesù personalmente conto di ciò che la gente diceva di lui ma questi non diede risposta. A quel punto gli chiese se egli fosse davvero "...il Cristo, il figlio di Dio benedetto?". Gesù rispose dicendo "Io lo sono! E vedrete il Figlio dell'uomo seduto alla destra della Potenza e venire con le nubi del cielo.'" (Marco 14,61-62). Secondo Matteo la risposta di Gesù fu "Si, tu l'hai detto"; second Luca egli disse: "Sei nel giusto, io lo sono".
Il sommo sacerdote a quel punto si straccia le vesti e dichiara l'imputato colpevole di blasfemia. Tale crimine era definito nel Levitico 24,10-16. Tutti i presenti sono concordi nella condanna e sputano su Gesù, lo colpiscono e lo deridono.
Gesù aveva predetto che questo sarebbe accaduto ed è ironico come Marco descriva la condanna di Gesù come falso profeta proprio quando le sue profezie si stavano avverando (Brown et al. 627) Marco dice che l'intero gruppo fu concorde nel condannare Gesù, ma dirà anche in 15,43 che Giuseppe d'Arimatea, un membro del consiglio e segretamente discepolo di Gesù, aveva preso le sue difese. Anche lui condannò Gesù? Secondo Luca 23,51 egli non partecipò al voto.
Gesù in questo passo dichiara di essere il Figlio di Dio e per questo egli viene condannato, per essersi "spacciato" per il Messia atteso dagli ebrei. (Kilgallen 274) L'accusa si incentra perlopiù sul rapporto di Gesù col tempio e non tanto sul disaccordo della sua dottrina con la legge ebraica. Molti studiosi sono concordi nel ritenere che la sfuriata al tempio presentata in Marco 11,12-18 abbia iniziato a far sì che i sacerdoti si interessassero al suo caso.

## Rinnegamento di Pietro
Pietro si trova nel cortile della casa del sommo sacerdote. Una delle serve del sommo sacerdote si appressa a lui e gli dice di averlo visto con Gesù ed egli risponde di non sapere nemmeno di cosa ella stia parlando. Si sposta all'esterno imprecando contro quanti dicono di averlo visto col suo maestro, ma egli continua a negare. Egli nega di conoscere Gesù per la terza volta e sente il canto di un gallo, proprio come Gesù aveva predetto, e per questo scoppia a piangere in preda alla disperazione.